# Flemming Christensen (fodboldspiller)
 Der er flere personer med dette navn, se Flemming Christensen.
Flemming Christensen (født 10. april 1958) er en dansk tidligere fodboldspiller og er nu træner. 

## Karriere
Flemming spillede bl.a. i AB og Lyngby Boldklub, og han fik sin debut på det danske landshold i 1982 mod Sverige. Siden spillede han yderligere 10 landskampe, hvor han scorede 2 mål.
Efter at være stoppet som aktiv spiller, blev Flemming træner for Slagelse B&I i perioden 2003-2005, Næstved Boldklub i perioden 2005-2007 og 2007-2010 for AB. 
Den 12. november 2011 blev det afsløret at Flemming skulle træne det færøske hold ÍF Fuglafjørður. Flemming Christensen opnåede sølv i den første sæson som træner, og blev kåret som "årets træner" på Fæøerne i oktober 2012.
Han forlod Færøerne efter 2012-sæsonen, og i maj 2013 blev han ny træner for den norske klub SK Vard Haugesund.
I februar 2016 blev han træner for FC Græsrødderne.